# 365.bank

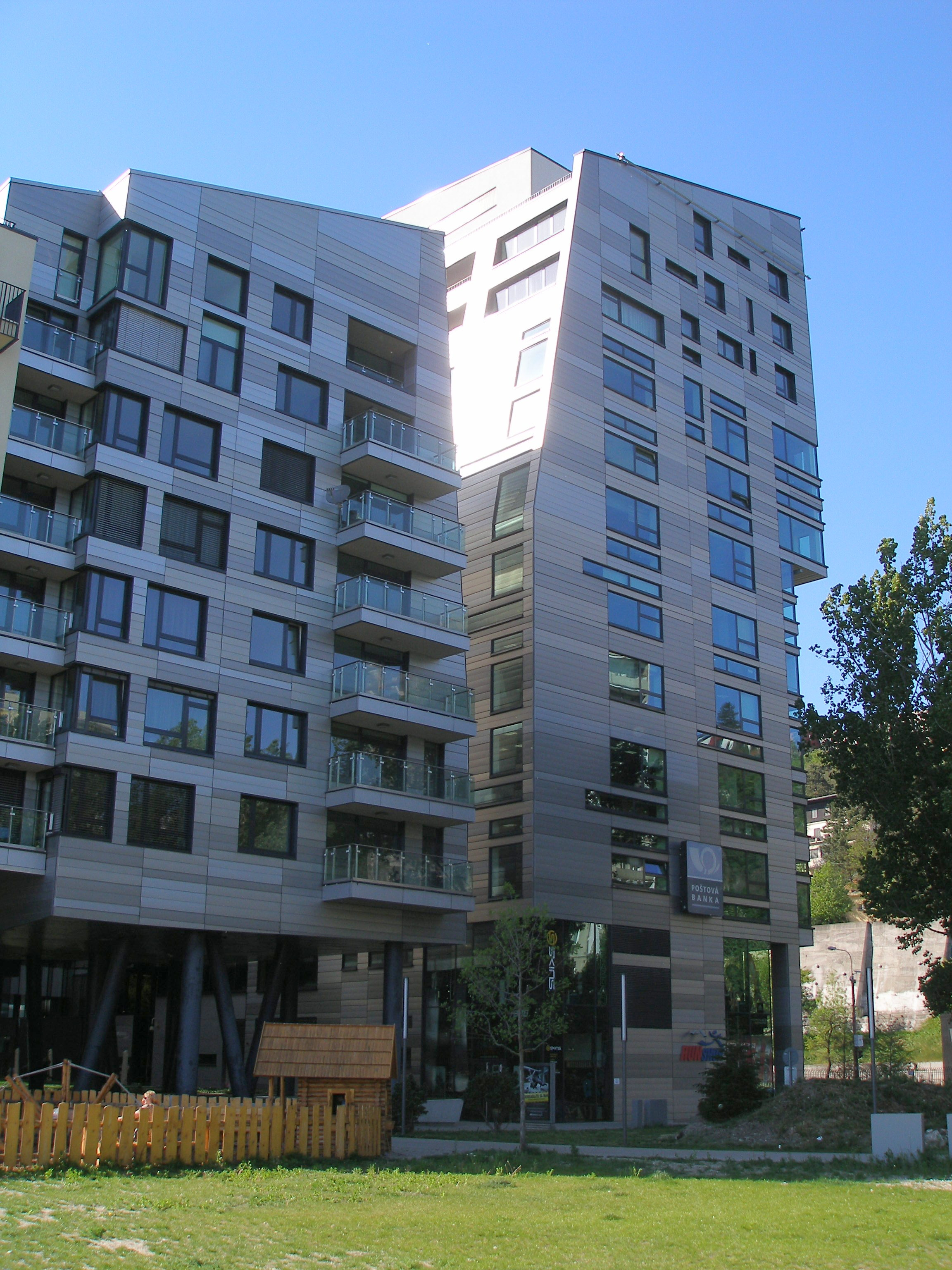
Sídlo banky na Dvořákově nábřeží v Bratislavě

365.bank, as je plnoformátová retailová banka se sídlem na Slovensku. Součástí bankovní skupiny je i Poštová banka, 365.invest, 365.nadácie, 365.fintech, Ahoj, PB Finančné služby, Art Fond, SkPay, PB Servis a Cards&Co.

## Historie
Značka 365.bank vznikla původně jako čistě digitální banka. V roce 2021 proběhl transformační proces, kdy 365.bank nahradila v čele skupiny původně mateřskou Poštovú banku a stala se hlavní značkou. Zároveň přebrala celou síť kamenných poboček Poštové banky. Po transformaci se z banky stal plnohodnotný bankovní dům s kompletní sadou produktů včetně těch, které jsou navázány na osobní kontakt. Banka své služby nabízí na 61 pobočkách po celém Slovensku a pod značkou Poštová banka působí i na poštách.
V roce 2025 byla 365.bank a.s. odkoupena belgickou KBC Bank NV. KBC se s J&T dohodla na odkupu 98 % podílu v bance. Hodnota akvizice je 19 miliard korun. 365.bank měla ve slovenském bankovnictví asi 4% podíl. Transakce ještě podléhá příslušným schválením regulačních orgánů a antimonopolních úřadů.

## Struktura společnosti

### Představenstvo
- Ing. Andrej Zaťko – předseda představenstva
- Ing. Peter Hajko – člen představenstva
- RNDr. Zuzana Žemlová – členka představenstva
- Ladislav Korec, MBA, FCCA – člen představenstva

### Dozorčí rada
- Ing. Jozef Tkáč – předseda dozorčí rady
- Ing. Vladimír Ohlídal, CSc. – člen dozorčí rady
- Ing. Jan Kotek – člen dozorčí rady

## Ekologie
Ekologie a udržitelnost patří mezi klíčové hodnoty a principy banky. V říjnu 2021 banka podepsala Memorandum Slovenskej bankovej asociácie o trvale udržitelném podnikání a rozvoji. V memorandu se mimo jiné zavázala, že bude hledat nové způsoby, jak minimalizovat dopady svých aktivit na životní prostředí, bude pokračovat v digitalizaci, ve snižování uhlíkové stopy či podporovat projekty veřejné sféry, občanských iniciativ nebo dobrovolnictví. Součástí dokumentu je i vytvoření sektorového standardu ESG certifikace.
Mezi ekologické aktivity banky patří například bezplastový účet, EKO hypotéka, ekologické investování v aplikaci, recyklace karet na eko lavičky, redukce plastového odpadu nebo spolupráce s OZ Ružínská přehrada na osazení norné stěny pro zachytávání plastového odpadu.

## Charta diverzity
V roce 2022 banka podepsala Chartu diverzity od Nadace Pontis. Přihlásila se tak k závazku vytvářet a udržovat pracovní prostředí založené na principech rozmanitosti a rovnosti, a to bez ohledu na věk, pohlaví, etnicitu, náboženství, sexuální orientaci či zdravotní znevýhodnění. Charta je dobrovolnou iniciativou firem a organizací na podporu inkluze a diverzity na pracovištích s cílem poskytovat práci a příležitosti všem bez rozdílu.

## Ocenění

### 2023
- Euromoney Awards for Excellence – ocenění v kategorii ESG jako nejlepší banka v této oblasti na Slovensku[9]

### 2022
- Zlatá minca 2022[10]
- Mastercard Awards
- Sustainable issuer – za nejvýraznější marketingové a produktové aktivity se zaměřením na oblast udržitelnosti
- eCommerce issuer – banka s nejpřívětivějšími platbami online pro klienty (největší poměr transakcí nevyžadujících ověření a nejvyšší poměr transakcí ověřených v aplikaci banky pomocí biometrie)

### 2021
- Banka roka 2021 – banka roku na Slovensku podle prestižního britského magazínu The Banker[11]
- Stabilná Banka roka 2021 a Najlepšia Pôžička roka 2021 podle Finanční Hitparády
- Najzamestnávateľ 2021 – první místo v kategorii Bankovnictví, finance a pojišťovnictví[12]